# مرد عنکبوتی ۲: ورود الکترو
مرد عنکبوتی ۲: ورود الکترو (به انگلیسی: Spider-Man 2: Enter Electro) یک بازی ویدئویی اکشن-ماجرایی است که توسط شرکت «ویکاریوس ویژنز» تولید و به وسیله اکتیویژن در اکتبر ۲۰۰۱ برای کنسول پلی استیشن ۱ منتشر شد. این بازی ادامه‌ای بر عنوان مرد عنکبوتی است که در سال ۲۰۰۰ توسط شرکت Neversoft ساخته شده بود. داستان این بازی ماجرای مرد عنکبوتی است که باید یکی از دشمنان قدیمی خود به نام الکترو را متوقف کند، الکترو در این بازی در حال به دست آوردن یک منبع نیروی قدرتمند به نام دستگاه بیو-نکسوس است. باس‌های این بازی شامل شوکر، کله چکشی، مارمولک، مرد شنی و هایپر-الکترو می‌باشند.

## داستان
وقایع داستانی این بازی پس از ماجراهای شماره اول مرد عنکبوتی که در سال ۲۰۰۰ ساخته شد، اتفاق می‌افتد. در شهر نیویورک دزدی‌هایی به سرکردگی الکترو در حال انجام است. مرد عنکبوتی در حین گشت زنی یکی از دزدها را می‌بیند که از ساختمان «بیوتک» بیرون می‌آید. پس از تعقیب او به ساختمان متروکه‌ای می‌رسند که محل قرار دزدان است و باید یک چمدان دزدیده شده را تحویل طرف مقابل دهند. مرد عنکبوتی یکی از دزدها را دستگیر کرده و از او شروع به بازجویی می‌کند. اما در این حین سردسته دزدها که شوکر باشد به او حمله می‌کند.
بعد از شکست دادن شوکر، مرد عنکبوتی در تعقیب جانیان به فرودگاهی می‌رسد که محل قرارشان می‌باشد. در طول مسیر مرد عنکبوتی مجبور به خنثی کردن یک بمب، نابود کردن پناهگاه یک مسلسل و جلوگیری از تصادم یک هواپیما می‌شود. پس از فرار ملاقات‌کننده با هلی کوپتر، مرد عنکبوتی موفق به پیدا کردن رد او شده و به یک محوطه نگهداری قطار که متعلق به کله چکشی است می‌رسد. پس از مبارزه با مرد شنی، شروع به تعقیب قطاری کرده و به شخص ملاقات‌کننده که The Beetle نام دارد می‌رسد. این جانی که ماسکی بر چهره دارد با چمدان مسروقه فرار می‌کند، اما به‌طور عجیبی برای مرد عنکبوتی یک رد از خود به جا می‌گذارد. یک دعوتنامه به گردهمایی علمی و صنعتی.
در همان زمان و در مکانی دیگر، الکترو در حال بیان نقشه خود برای همکاران جنایتکار خود است، هدف آن‌ها دزدیدن بخش‌هایی از دستگاه بیو-نکسوس است. این دستگاه قابلیت افزایش شدید نیرویی موسوم به بیو-انرژی را دارد که الکترو قصد دارد از آن جهت افزایش قدرت خود استفاده کند. اما مشکل اینجا است که این دستگاه هنوز تکمیل نشده و فقط طراح آن «دکتر واتز» می‌تواند این دستگاه را کامل کند. به همین دلیل «کله چکشی» و افرادش به گردهمایی علمی و صنعتی می‌روند تا دکتر واتز را گروگان بگیرند.
مرد عنکبوتی وقتی به محل گردهمایی می‌رسد مجبور می‌شود با کله چکشی مبارزه و او را شکست دهد، در همین حین مرد شنی و دکتر به‌طور مخفیانه از آنجا خارج می‌شوند. مرد عنکبوتی تصمیم می‌گیرد با یکی از اعضای بیوتک به نام دکتر «کورت کونور» تماس بگیرد، اما در هنگام تماس از آن سوی خط صدای درگیری می‌شنود، مرد عنکبوتی بلافاصله به بیوتک و محل آزمایشگاه دکتر کونور می‌رود، اما دکتر کونور تبدیل به یک مارمولک وحشی شده‌است. بعد از اینکه دکتر کونور به حالت عادی خود بازمی‌گردد توضیح می‌دهد که الکترو قصد دارد با استفاده از قدرت دستگاه بیو-نکسوس تبدیل به یک خدا شود. سپس به مرد عنکبوتی پیشنهاد می‌کند به آزمایشگاه دکتر واتز برود. پس از رسیدن به آنجا، مرد عنکبوتی منبع نیروی دستگاه را پیدا می‌کند اما مجبور به مبارزه با مرد شنی می‌گردد. بعد از شکست مرد شنی، مرد عنکبوتی یک مقاله پیدا می‌کند در مورد منبع نیروی دستگاه و یک جواهر به نام «اشک زئوس» که در موزه قرار دارد. از طرفی الکترو نیز توسط افرادش از وجود این جواهر آگاهی پیدا کرده‌است.
در داخل موزه مرد عنکبوتی در حالی با الکترو روبرو می‌شود که دکتر واتز را همچنان به عنوان گروگان در اختیار دارد، الکترو پیشنهاد می‌کند که در قبال دریافت جواهر «اشک زئوس»، حاضر به آزاد کردن گروگان خود است. مرد عنکبوتی با اکراه این خواسته را می‌پذیرد و طی حوادثی در نهایت الکترو جواهر را به دست آورده و دستگاه را تکمیل و آن را فعال می‌کند. اکنون او دارای قدرت الکترومغناطیسی بسیار بزرگ و نیرومندی شده‌است. پس از تعقیب الکترو، آن دو وارد محفظه بزرگی در یک برج می‌شوند اما به دلیل برق دار شدن بدن الکترو، مرد عنکبوتی قادر به حمله مستقیم به او نیست. در عوض مرد عنکبوتی با استفاده از ژنراتور برج، دستگاه بیو-نکسوس را بیش از اندازه باردار و در نهایت دستگاه را نابود می‌کند تا قدرت بسیار زیاد الکترو از بین برود.

## پوشش‌های مرد عنکبوتی
با کامل کردن اهداف به خصوصی درون بازی، لباس‌های جدید برای مرد عنکبوتی باز می‌شوند. بسیاری از این لباس‌های جدید دارای قدرت‌های تازه‌ای می‌باشند. همچنین حالتی در بازی وجود دارد به نام "Create-A-Spider" که به بازیباز این اجازه را می‌دهد تا سه قدرت ویژه را به یک لباس آزاد شده نسبت دهد. بهترین قدرت‌های بازی شامل قابلیت تنیدن تار نامحدود، توانایی‌های بهتر و شکست ناپذیری می‌باشند.

## تفاوت‌ها
با وجود گیم پلی و طراحی تقریباً مشابه، مهم‌ترین تفاوت بین این بازی و قسمت اول (که در سال ۲۰۰۰ منتشر شد) قابلیت حرکت و ادامه بازی بر روی زمین است. در قسمت اول اگر مرد عنکبوتی زیاد به سطح زمین نزدیک می‌شد، به درون مه زرد رنگ موجود در سطح زمین سقوط کرده و می‌مرد. در این بازی مراحلی وجود دارد که بر پایه حضور قهرمان در خیابان‌های شهر بوده و دشمنان موجود نیز واقعی تر شده‌اند. همچنین قابلیت پرتاب Web Ball (تار به صورت گلوله) در میان زمین و آسمان نیز برای مرد عنکبوتی در این بازی فعال گردیده. انیمیشن‌های مربوط به دست کاراکترهای داخل بازی در هنگام نبردها و فعالیت‌های مختلف نیز بسیار بهتر از عنوان قبلی گردیده‌اند.

## بازتاب‌ها
| گردآورنده  | امتیاز |
| ---------- | ------ |
| گیم‌رنکینگز | 75%    |
| متاکریتیک  | 74/100 |

| ناشر                    | امتیاز  |
| ----------------------- | ------- |
| آل‌گیم                   | [ ۴ ]   |
| الکترونیک گیمینگ مانثلی | 5.83/10 |
| یوروگیمر                | 4/10    |
| گیم اینفورمر            | 8.5/10  |
| گیم‌پرو                  | [ ۸ ]   |
| گیم رولیشن              | B       |
| گیم‌اسپات                | 7.1/10  |
| گیم‌اسپای                | 72%     |
| گیم‌زون                  | 7.8/10  |
| آی‌جی‌ان                  | 5.5/10  |
| ماکسیم                  | 8/10    |

بازی «مرد عنکبوتی ۲: ورود الکترو» نقدها و امتیازات معمولی از منتقدین دریافت کرد.

## نسخه اصلاح شده
بعد از حملات ۱۱ سپتامبر، نسخه اولیه و اصلی این بازی دستخوش تغییرات و اصلاحاتی گردید. در نسخه اصلی، مبارزه پایانی بر روی برج‌های دوقلوی مرکز تجارت جهانی انجام می‌شد. پس از نابود شدن مرکز تجارت جهانی در حملات ۱۱ سپتامبر این بازی اصلاح شد و محل نبرد پایانی تغییر پیدا کرد، همچنین کات سین‌های انتهایی نیز دچار تغییرات شده و بازی با پایانی متفاوت دوباره عرضه گردید.